# O Cristo Libertador
O Cristo Libertador é um monumento, de autoria do artista plástico Henrique de Aragão que atualmente está em Ibiporã.
A escultura, inspirada na Teologia da Libertação, foi projetada em latão em três peças: o cristo de 4 metros nu, com o sol de 3,60m de diâmetro ao redor de sua cabeça, e um pássaro de dois metros de envergadura cobrindo os órgãos genitais.

## História
A obra foi encomendada pelo bispo de Apucarana Dom Romeu Alberti, em 1975 para a Igreja Matriz Nossa Senhora Auxiliadora, de Colorado. Após permanecer quase dez anos naquela igreja, sua presença começou começou a incomodar religiosos mais conservadores e a comunidade, que passou a vê-la como imoral. Assim em 1984, a escultura foi doada ao Museu da cidade. Como ele não tinha espaço para expor a peça, a obra foi encaminhada ao Campus da UEL.
Em 2012, a universidade doou a obra ao município de Ibiporã.
Sua trajetória foi estudada como um exemplo de intolerância artística e a repercussão desta na imprensa e na sociedade.